# ももいろクリスマス2016 〜真冬のサンサンサマータイム〜
『ももいろクリスマス2016 〜真冬のサンサンサマータイム〜』（ももいろクリスマスにせんじゅうろく まふゆのサンサンサマータイム）は、ももいろクローバーZが幕張メッセで2016年12月23日・24日に開催したライブ。
Blu-ray & DVDとして2日分を全て収録したものが発売されており、オリコン週間BD音楽チャート第1位を獲得。

## 概要
前年、軽井沢のスキー場で開催した『ももいろクリスマス2015 〜Beautiful Survivors〜』とは逆の「常夏」をテーマに、幕張メッセのホール3つを貫き、場内温度設定を高くした上で、ファンの熱気も加えるという趣向であった。
佐々木彩夏は「ほんと、8月かな？ って思っちゃうくらい暑かった」「でも、夏の浮かれた感じ…… がむしゃらにライブする感じが冬でも体感できて楽しかった」と振り返っている。
メンバーの衣装も常夏をイメージしたものが多く、パフォーマンス集団「かぐづち-KAGUZUCHI-」が火炎舞を繰り広げ、フラダンサーやタヒチアンダンサーも含めた総勢49名がステージを盛り立てた。DAY1のゲストには高木ブーが登場し、得意のウクレレでメンバーと共演しハワイアンなムードを演出。DAY2では越中詩郎らプロレスラー集団が登場する“暑苦しい”展開も見どころとなった。
一方で、アルバム『MCZ WINTER SONG COLLECTION』収録曲全11曲をセットリストに組み込み、“冬”の季節感も演出。
通算7回目の「ももクリ」となったことを踏まえ、高城れには2日目の最後に以下のように語った。
みんなで過ごしているクリスマスを当たり前だと思っちゃいけないんだとも思ってます。今年は23、24日の2日間開催で25日のクリスマス当日にはみんなと過ごせないじゃん。それが悔しくて、ほんとは過ごしたかったんですけど……みんなと過ごせる幸せな瞬間を当たり前だと思っちゃいけないんだなって。メンバー、バンド、スタッフ、モノノフと一緒にライブができることは生きてる中で一番好きなことです。いろんな人と1つにならないとこの時間は作れないなって改めて思いました。

## セットリスト

### DAY1
1. DECORATION
2. ピンキージョーンズ
3. 泣いちゃいそう冬
4. 「Z」の誓い
5. きみゆき
6. Believe
7. ザ・ゴールデン・ヒストリー
8. 走れ！
9. CONTRADICTION
10. 白い風
11. サンタさん
高木ブー登場
12. メレ・カリキマカ
高木ブーとのコラボ
13. スターダストセレナーデ
高木ブーとのコラボ
14. コノウタ
15. 行くぜっ！怪盗少女
16. 真冬のサンサンサマータイム
17. ココ☆ナツ
18. ROCK THE BOAT
19. SECRET LOVE STORY
20. ツヨクツヨク
21. 一粒の笑顔で...
22. JUMP!!!!!
23. overture（アンコール）
24. 空のカーテン（アンコール）
25. 僕等のセンチュリー（アンコール）
26. ゴリラパンチ（アンコール）
27. 今宵、ライブの下で（アンコール）

DAY1では、Huluの子供向け番組「ぐーちょきぱーてぃー」を翌年の2月24日から配信開始することを発表。

### DAY2
1. 泣いちゃいそう冬
2. 僕等のセンチュリー
3. BIONIC CHERRY
4. Chai Maxx ZERO
5. 空のカーテン
6. JUMP!!!!!
7. 行くぜっ！怪盗少女
8. WE ARE BORN
9. DECORATION
10. きみゆき
11. サンタさん
12. Guns N' Diamond
13. 今宵、ライブの下で
14. Neo STARGATE
15. 真冬のサンサンサマータイム
16. ココ☆ナツ
17. SECRET LOVE STORY
氣志團の楽曲をカバー
18. Link Link
19. ザ･ゴールデン･ヒストリー
20. My Dear Fellow
21. 白い風
22. 黒い週末（アンコール）
23. ミライボウル（アンコール）
24. スターダストセレナーデ（アンコール）
25. 一粒の笑顔で…（アンコール）

DAY2では歌手の松崎しげるが登場し、恒例の「愛のメモリー」の替え歌で、翌年の8月25日と8月26日に「夏のバカ騒ぎ2017 -FIVE THE COLOR Road to 2020- 味の素スタジアム大会」を開催することを発表した。

## アルバム『MCZ WINTER SONG COLLECTION』
『MCZ WINTER SONG COLLECTION』は、本公演（ももいろクリスマス2016）の開催に合わせて発売された、ももいろクローバーZのコンピレーション・アルバムである。歴代のクリスマス限定販売シングルの収録曲すべてと、グループの「冬曲」をセレクトして収録。ボーナストラックには、氣志團の冬の名曲「SECRET LOVE STORY」のカバーを新録した（以前から『氣志團万博』に出演する際に披露してきた楽曲である）。
1. きみゆき [5:15]
限定販売シングルリリース当時（2010年）は6人体制であったが、5人で再録したバージョンを収録
2. サンタさん [4:50]
3. 白い風 [4:15]
4. 僕等のセンチュリー [4:48]
5. 空のカーテン [6:06]
6. 泣いちゃいそう冬 [4:25]
7. JUMP!!!!! [3:51]
8. 一粒の笑顔で... [5:06]
9. 今宵、ライブの下で [4:59]
10. 真冬のサンサンサマータイム [4:37]
作詞・作曲・編曲：前山田健一
歌詞・動画 - 歌ネット
  - 「ももいろクリスマス2016」テーマソング

BONUS. SECRET LOVE STORY [5:49]
作詞：綾小路 翔 / 作曲：綾小路 翔・星 グランマニエ / 編曲：長谷川智樹
歌詞・動画 - 歌ネット

## サポートメンバー
「ダウンタウンももクロバンド」による生演奏が行われた。このライブより、バンドマスターが武部聡志から宗本康兵に引き継がれた。
- 宗本康兵 - バンドマスター・キーボード
- 藤原祐介 - ドラムス
- 浜崎賢太 -  ベース
- 西川進 - ギター
- 佐藤大剛 - ギター
- 朝倉真司 - パーカッション
- tatsuya - キーボード
- ai - パンニング
- 加藤いづみ - コーラス
- marron - コーラス
- 竹上良成 - サクソフォン
- ルイス・バジェ - トランペット
- 榎本裕介 - トロンボーン